# Guillermo Ochoa
Francisco Guillermo Ochoa Magaña (Guadalajara, 13 juli 1985) is een Mexicaans voetballer die dienstdoet als doelman. Ochoa debuteerde op 14 december 2005 in het Mexicaans voetbalelftal .

## Clubcarrière
Ochoa maakte zijn debuut bij de Mexicaanse eersteklasser Club América op achttienjarige leeftijd. Toenmalig trainer Leo Beenhakker stelde hem op tijdens de wedstrijd tegen Monterrey tijdens het Clausura-toernooi van 2004. Van 2011 tot 2014 speelde hij bij Ajaccio in de Ligue 1. Aldaar miste hij vrijwel geen competitieduel, met onder meer 38 gespeelde wedstrijden in het seizoen 2013/14. Na zijn optredens in de eerste groepswedstrijden op het wereldkampioenschap in 2014 verschenen berichten in de media over interesse vanuit de Engelse competitie. Arsenal en Liverpool zouden geïnteresseerd zijn geweest in een transfer van de op het moment van het WK clubloze Ochoa. Ook AS Monaco zou zijn interesse kenbaar gemaakt hebben. Op 1 augustus meldde Málaga de komst van Ochoa, daar Willy Caballero opvolgde. Tijdens zijn eerste jaar in Spanje kwam hij niet in actie tijdens de competitie, waarin Carlos Kameni de voorkeur kreeg. Hij speelde wel tijdens zes wedstrijden om de Copa del Rey. Málaga verhuurde Ochoa in juli 2016 voor een jaar aan Granada CF.
Hij verruilde Standard Luik, waarvoor hij sinds 2017 speelde, in augustus 2019 voor Club América. Hij speelde vanaf eind 2023 anderhalf jaar voor Salernitana in de Italiaanse Serie A. Na de degradatie medio 2024 werd zijn contract ontbonden. Hij vervolgde zijn loopbaan bij de Portugese promovendus AVS.

## Clubstatistieken
| Seizoen | Club          | Land               | Competitie         | Competitie | Competitie | Beker | Beker | Internationaal | Internationaal | Totaal | Totaal |
| Seizoen | Club          | Land               | Competitie         | Wed.       | Dlp.       | Wed.  | Dlp.  | Wed.           | Dlp.           | Wed.   | Dlp.   |
| ------- | ------------- | ------------------ | ------------------ | ---------- | ---------- | ----- | ----- | -------------- | -------------- | ------ | ------ |
| 2003/04 | Club América  | Vlag van Mexico    | Primera División   | 12         | 0          | 0     | 0     | 5              | 0              | 17     | 0      |
| 2004/05 | Club América  | Vlag van Mexico    | Primera División   | 25         | 0          | 0     | 0     | 4              | 0              | 29     | 0      |
| 2005/06 | Club América  | Vlag van Mexico    | Primera División   | 28         | 0          | 0     | 0     | 3              | 0              | 31     | 0      |
| 2006/07 | Club América  | Vlag van Mexico    | Primera División   | 32         | 0          | 0     | 0     | 17             | 0              | 49     | 0      |
| 2007/08 | Club América  | Vlag van Mexico    | Primera División   | 24         | 0          | 0     | 0     | 9              | 0              | 33     | 0      |
| 2008/09 | Club América  | Vlag van Mexico    | Primera División   | 32         | 0          | 3     | 0     | —              | —              | 35     | 0      |
| 2009/10 | Club América  | Vlag van Mexico    | Primera División   | 28         | 0          | 4     | 0     | —              | —              | 32     | 0      |
| 2010/11 | Club América  | Vlag van Mexico    | Primera División   | 38         | 0          | 0     | 0     | 7              | 0              | 45     | 0      |
| 2011/12 | Ajaccio       | Vlag van Frankrijk | Ligue 1            | 37         | 0          | 2     | 0     | —              | —              | 39     | 0      |
| 2012/13 | Ajaccio       | Vlag van Frankrijk | Ligue 1            | 38         | 0          | 1     | 0     | —              | —              | 39     | 0      |
| 2013/14 | Ajaccio       | Vlag van Frankrijk | Ligue 1            | 37         | 0          | 1     | 0     | —              | —              | 38     | 0      |
| 2014/15 | Málaga        | Vlag van Spanje    | Primera División   | 0          | 0          | 6     | 0     | —              | —              | 6      | 0      |
| 2015/16 | Málaga        | Vlag van Spanje    | Primera División   | 11         | 0          | 2     | 0     | —              | —              | 13     | 0      |
| 2016/17 | → Granada     | Vlag van Spanje    | Primera División   | 38         | 0          | 1     | 0     | —              | —              | 39     | 0      |
| 2017/18 | Standard Luik | Vlag van België    | Jupiler Pro League | 38         | 0          | 0     | 0     | —              | —              | 38     | 0      |
| 2018/19 | Standard Luik | Vlag van België    | Jupiler Pro League | 40         | 0          | 0     | 0     | 8              | 0              | 48     | 0      |
| 2019/20 | Club América  | Vlag van Mexico    | Primera División   | 23         | 0          | 6     | 0     | 2              | 0              | 31     | 0      |
| 2020/21 | Club América  | Vlag van Mexico    | Primera División   | 28         | 0          | 4     | 0     | 7              | 0              | 39     | 0      |
| 2021/22 | Club América  | Vlag van Mexico    | Primera División   | 31         | 0          | 6     | 0     | 0              | 0              | 37     | 0      |
| 2022/23 | Club América  | Vlag van Mexico    | Primera División   | 16         | 0          | 2     | 0     | 0              | 0              | 18     | 0      |
| Totaal  | Totaal        | Totaal             | Totaal             | 556        | 0          | 38    | 0     | 62             | 0              | 656    | 0      |

## Interlandcarrière
Op twintigjarige leeftijd nam bondscoach Ricardo Lavolpe hem als derde doelman mee naar het wereldkampioenschap voetbal 2006. Vier jaar later nam Javier Aguirre hem ook mee naar het wereldkampioenschap voetbal 2010 in Zuid-Afrika. In mei 2014 werd Ochoa door bondscoach Miguel Herrera opgenomen in de selectie voor het wereldkampioenschap voetbal 2014 in Brazilië, naast Alfredo Talavera en José de Jesús Corona. Ochoa leek voor het derde toernooi op rij genoegen te moeten nemen met een plaats op de reservebank, achter Corona. Hij maakte zijn WK-debuut in de basis echter op 13 juni in de eerste wedstrijd van het toernooi tegen Kameroen. Hij werd in dit duel (1–0 winst) niet gepasseerd, ondanks vier schoten op doel door de Kameroense aanvallers. De tweede wedstrijd eindigde in een 0–0 gelijkspel. Ochoa pareerde een aanzienlijk aantal Braziliaanse schoten op doel, niet zonder enkele bijzondere reddingen. Hij werd dan ook tot man van de wedstrijd uitgeroepen. Ochoa's redding op een kopbal van Neymar werd na afloop vergeleken met de redding van de Engelsman Gordon Banks op het wereldkampioenschap voetbal 1970 na een kopbal van de Braziliaan Pelé; door voetbalanalytici ook wel bestempeld als de beste redding door een doelman aller tijden. Guillermo Ochoa sprak over het duel als de "wedstrijd van zijn leven". Ochoa en zijn team werden in de achtste finale door Nederland uitgeschakeld. Hij werd na afloop van het duel (2–1 verlies) wel door de FIFA uitgeroepen tot man van de wedstrijd.

## Erelijst
| Competitie                  |         |                              |         |         |
| Competitie                  | Aantal  | Jaren                        |         |         |
| América                     | América | América                      | América | América |
| --------------------------- | ------- | ---------------------------- | ------- | ------- |
| CONCACAF Champions Cup      | 1x      | 2006                         |         |         |
| InterLiga                   | 1x      | 2008                         |         |         |
| Primera División (Clausura) | 1x      | 2005                         |         |         |
| Campeón de Campeones        | 1x      | 2005                         |         |         |
| Standard Luik               |         |                              |         |         |
| Beker van België            | 1x      | 2017/18                      |         |         |
| Mexico                      |         |                              |         |         |
| CONCACAF Gold Cup           | 5x      | 2009, 2011, 2015, 2019, 2023 |         |         |